# Bruno Maman
Pour les articles homonymes, voir Maman.
 (juillet 2020).
Bruno Maman est un chanteur français né le 9 janvier 1965 à Metz en Moselle.

## Biographie
Il est l'auteur de quatre albums (le dernier Faire l'amour est sorti en octobre 2008) . Son titre Qui sait sort en 1993 sur son premier album.
En 1994, il écrit et compose la chanson Je suis un vrai garçon pour Nina Morato, qui défendait les couleurs de la France au Concours Eurovision de la chanson et compose et produit la même année son album L'Allumeuse.
Il part vivre à Londres en 1995 et rencontre Thomas Melchior avec qui il fonde le groupe Dark Boys et compose de longues plages de musique électronique.
Steve Hillage produira son deuxième album Aujourd'hui.
Il participe également à l'enregistrement de Versions Jane en arrangeant pour Jane Birkin L'Anamour.
Pour Rachid Taha, il écrit 1+1+1 qu'il interprète avec lui en duo en 1993 ainsi que le titre It's an Arabian Song sur l'album Bonjour en 2009.
L'album Bruno Maman sort en 2005 arrangé par Alain Goraguer, la collaboration entre les deux musiciens continue sur Faire l'amour dernier album en date.

## Discographie
- 1993 Par les temps qui courent (Fnac Music)
- 1996 Aujourd'hui (Sony Music)
- 2005 Bruno Maman (Universal Label AZ)
- 2008 Faire l'amour (Universal Label AZ)